# Campionato sudamericano maschile under 17 di calcio 2017
Il Campionato sudamericano di calcio Under-17 2017, 17ª edizione della competizione organizzata dalla CONMEBOL e riservata a giocatori Under-17, si è giocato in Cile tra il 23 febbraio e il 19 marzo 2017.

Il Brasile ha vinto il titolo per la dodicesima volta. Le quattro migliori classificate si sono qualificate per il Campionato mondiale di calcio Under-17 2017.

## Partecipanti
Hanno partecipato al torneo le rappresentative delle 10 associazioni nazionali affiliate alla Confederación sudamericana de Fútbol:
| - Argentina - Bolivia - Brasile - Cile (nazione ospitante) - Colombia |  | - Ecuador - Paraguay - Perù - Uruguay - Venezuela |

## Stadi
| Rancagua                             | Curicó                            | Talca                          |
| ------------------------------------ | --------------------------------- | ------------------------------ |
| Estadio El Teniente Capacità: 15.600 | Estadio La Granja Capacità: 8.000 | Estadio Fiscal Capacità: 8.324 |
|                                      |                                   |                                |

## Prima fase

### Gruppo A
| Pos. | Squadra  | Pt | G | V | N | P | GF | GS | DR |
| ---- | -------- | -- | - | - | - | - | -- | -- | -- |
| 1.   | Cile     | 8  | 4 | 2 | 2 | 0 | 4  | 2  | +2 |
| 2.   | Colombia | 7  | 4 | 2 | 1 | 1 | 8  | 6  | +2 |
| 3.   | Ecuador  | 6  | 4 | 2 | 0 | 2 | 3  | 3  | 0  |
| 4.   | Uruguay  | 4  | 4 | 1 | 1 | 2 | 4  | 5  | -1 |
| 5.   | Bolivia  | 3  | 4 | 1 | 0 | 3 | 3  | 6  | -3 |

| Arbitro: | Michael Espinoza |

|              |           |                          |
| Rezabala 25’ | Marcatori | 72’ Barrero 79’ Peñaloza |

| Arbitro: | José Méndez |

|                 |           |  |
| S. Valencia 38’ | Marcatori |  |

| Arbitro: | Raphael Claus |

|            |           |  |
| Porozo 16’ | Marcatori |  |

| Arbitro: | Jorge Baliño |

|             |           |              |
| Alarcón 70’ | Marcatori | 60’ Peñaloza |

| Arbitro: | José Méndez |

|              |           |                                            |
| Falconis 44’ | Marcatori | 38’ (rig.) Peñaloza 49’ Barrero 63’ Campaz |

| Rancagua 27 febbraio 2017, ore 19:00 UTC-3 | Ecuador        | 0 – 0 referto | Bolivia | Estadio El Teniente\| Arbitro: \| Adrián Cabello \| |
| Arbitro:                                   | Adrián Cabello |               |         |                                                     |

| Arbitro: | Raphael Claus |

|                      |           |                        |
| López 76’ Campaz 79’ | Marcatori | 3’, 56’ Roca 7’ Melgar |

| Arbitro: | Adrián Cabello |

|                 |           |           |
| A. Valencia 89’ | Marcatori | 70’ Neris |

| Arbitro: | Michael Espinoza |

|                      |           |  |
| 45’ Chacón 65’ Viera | Marcatori |  |

| Arbitro: | Jorge Baliño |

|                   |           |  |
| Porozo 23’ (aut.) | Marcatori |  |

### Gruppo B
| Pos. | Squadra   | Pt | G | V | N | P | GF | GS | DR |
| ---- | --------- | -- | - | - | - | - | -- | -- | -- |
| 1.   | Brasile   | 10 | 4 | 3 | 1 | 0 | 7  | 1  | +6 |
| 2.   | Paraguay  | 8  | 4 | 2 | 2 | 0 | 6  | 3  | +3 |
| 3.   | Venezuela | 7  | 4 | 2 | 1 | 1 | 6  | 5  | +1 |
| 4.   | Argentina | 3  | 4 | 1 | 0 | 3 | 3  | 4  | -1 |
| 5.   | Perù      | 0  | 4 | 0 | 0 | 4 | 2  | 11 | -9 |

| Arbitro: | Eduardo Gamboa |

|  |           |              |
|  | Marcatori | 53’ Chalbaud |

| Arbitro: | Juan Carlos Albarracín |

|                                                             |           |  |
| Vinícius Júnior 13’ Marcos Antônio 33’ Lincoln 45+2’ (rig.) | Marcatori |  |

| Arbitro: | Juan García |

|  |           |            |
|  | Marcatori | 19’ Romero |

| Arbitro: | Leodan González |

|              |           |  |
| Paulinho 55’ | Marcatori |  |

| Arbitro: | Juan Carlos Albarracín |

|                                   |           |                         |
| Galeano 22’ (rig.) Morínigo 90+2’ | Marcatori | 47’ Fereira 68’ Hurtado |

| Arbitro: | Leodan González |

|                             |           |  |
| Colidio 35’, 39’ Obando 57’ | Marcatori |  |

| Arbitro: | Juan García |

|                                     |           |                           |
| Barragán 22’ Hurtado 30’ Makoun 77’ | Marcatori | 24’ Mifflin 45+3’ Sánchez |

| Arbitro: | Eduardo Gamboa |

|                     |           |                    |
| Vinícius Júnior 38’ | Marcatori | 15’ (rig.) Sánchez |

| Arbitro: | Juan Carlos Albarracín |

|                                  |           |  |
| Rodríguez 20’ Fuentes 43’ (aut.) | Marcatori |  |

| Arbitro: | Leodan González |

|                              |           |  |
| Brenner 61’ Yuri Alberto 82’ | Marcatori |  |

### Girone finale
| Squadra qualificata per il Campionato mondiale di calcio Under-17 2017 |

| Pos. | Squadra   | Pt | G | V | N | P | GF | GS | DR  |
| ---- | --------- | -- | - | - | - | - | -- | -- | --- |
| 1.   | Brasile   | 13 | 5 | 4 | 1 | 0 | 17 | 2  | +15 |
| 2.   | Cile      | 9  | 5 | 3 | 0 | 2 | 3  | 7  | -4  |
| 3.   | Paraguay  | 8  | 5 | 2 | 2 | 1 | 10 | 7  | +3  |
| 4.   | Colombia  | 7  | 5 | 2 | 1 | 2 | 4  | 6  | -2  |
| 5.   | Venezuela | 4  | 5 | 1 | 1 | 3 | 5  | 10 | -5  |
| 6.   | Ecuador   | 1  | 5 | 0 | 1 | 4 | 5  | 12 | -7  |

| Arbitro: | Juan García |

|                           |           |              |
| Campaz 53’ Martínez 90+2’ | Marcatori | 12’ Quiñónez |

| Arbitro: | Juan Carlos Albarracín |

|          |           |  |
| 37’ Díaz | Marcatori |  |

| Arbitro: | Eduardo Gamboa |

|                         |           |                           |
| Lincoln 15’, 40’ (rig.) | Marcatori | 78’ Sánchez 82’ Fernández |

| Arbitro: | Adrián Cabello |

|                         |           |                       |
| Rolón 45’ Fernández 56’ | Marcatori | 36’ Micolta 39’ Tobar |

| Arbitro: | Raphael Claus |

|            |           |  |
| Zúñiga 26’ | Marcatori |  |

| Arbitro: | José Méndez |

|                                                                       |           |  |
| Luna 24’ (aut.) Lucas Halter 39’ Vinícius Júnior 83’ Yuri Alberto 90’ | Marcatori |  |

| Rancagua 13 marzo 2017, ore 17:45 UTC-3 | Colombia     | 0 – 0 referto | Venezuela | Estadio El Teniente\| Arbitro: \| Jorge Baliño \| |
| Arbitro:                                | Jorge Baliño |               |           |                                                   |

| Arbitro: | Óscar Rojas |

|  |           |                         |
|  | Marcatori | 7’ Romero 45+1’ Sánchez |

| Arbitro: | Michael Espinoza |

|                                      |           |  |
| Vinícius Júnior 19’, 29’ Lincoln 52’ | Marcatori |  |

| Arbitro: | Fernando Rapallini |

|                                       |           |                       |
| Fernández 2’ Romero 20’ Rodríguez 54’ | Marcatori | 90+1’ (rig.) Cásseres |

| Arbitro: | Juan García |

|            |           |  |
| Zúñiga 34’ | Marcatori |  |

| Arbitro: | Leodan González |

|                                         |           |  |
| Vinícius Júnior 24’, 52’ Alerrandro 69’ | Marcatori |  |

| Arbitro: | Óscar Rojas |

|                          |           |                                                    |
| Rezabala 37’ Micolta 46’ | Marcatori | 21’ Hurtado 25’ Echeverría 77’ Barragán 90+2’ Luna |

| Arbitro: | Michael Espinoza |

|                       |           |            |
| Barrero 40’ Vidal 66’ | Marcatori | 9’ Sánchez |

| Arbitro: | Jorge Baliño |

|  |           |                                              |
|  | Marcatori | 12’ Paulinho 44’, 63’ Alan Souza 80’ Lincoln |